# Kärra-Rödbo

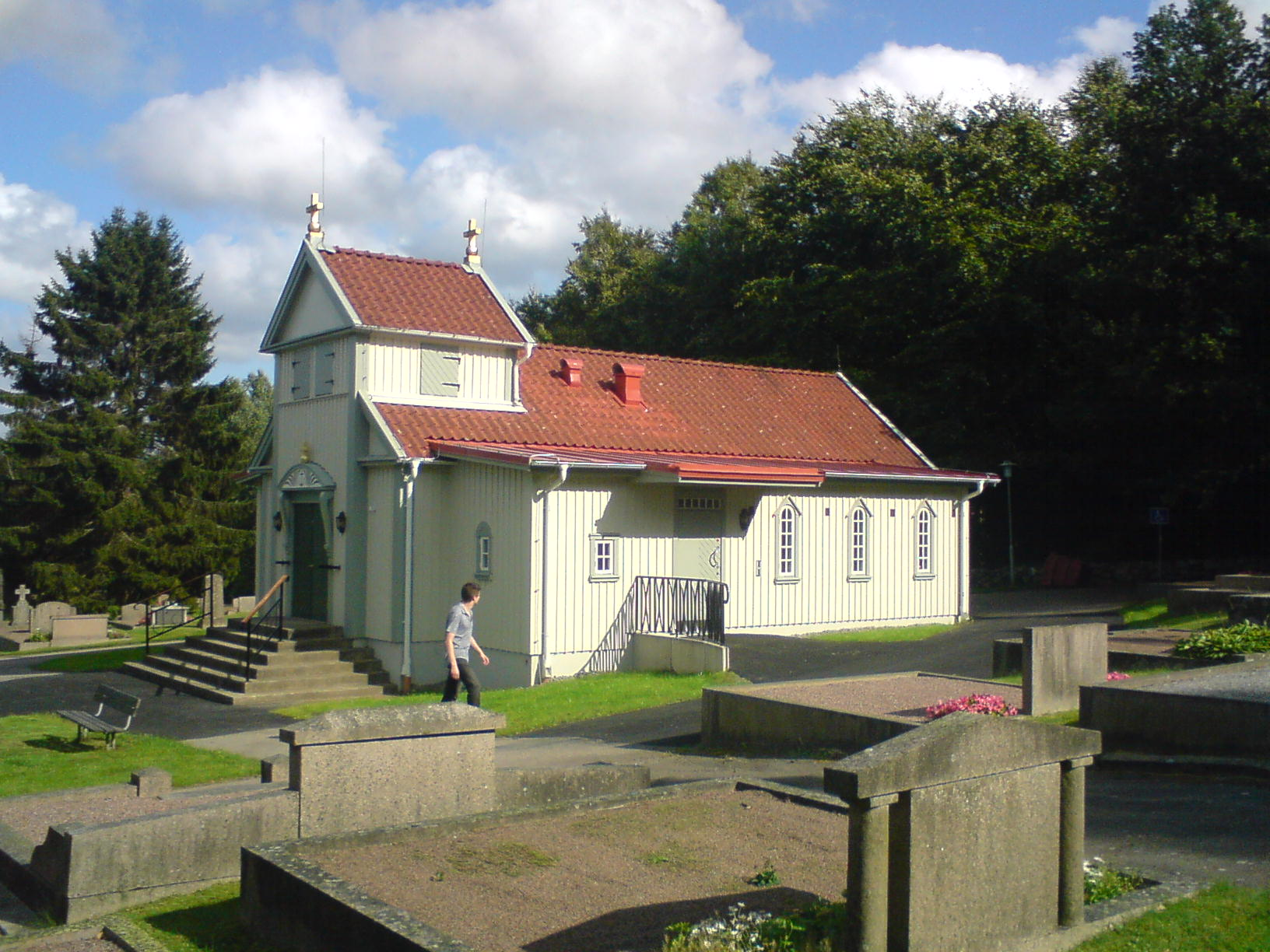
Igreja de Rödbo

Kärra-Rödbo foi até 2010 uma das 21 freguesias administrativas da cidade sueca de Gotemburgo, tendo sido integrada em 2011 na nova freguesia administrativa de Norra Hisingen.
Tinha uma área de 34,9  km2 e uma população de cerca de 11 236 habitantes (2008).
Compreendia o bairro urbano de Kärra e a pequena localidade de Rödbo.

## Kärra
O bairro de Kärra tem cerca de 10 000 habitantes.

## Rödbo
A pequena localidade de Rödbo tem 800 habitantes, estando situada a 19 km de Gotemburgo e a 3 km de Kungälv.